# Виндрей
Виндрей — река в Мордовии России, правый приток Парцы (бассейн Оки).
Устье реки находится в 6 км по правому берегу реки Парца. Длина реки составляет 58 км, площадь водосборного бассейна — 1140 км².

## Данные водного реестра
По данным государственного водного реестра России относится к Окскому бассейновому округу, водохозяйственный участок реки — Мокша от водомерного поста города Темников и до устья, без реки Цна, речной подбассейн реки — Мокша. Речной бассейн реки — Ока.
Код объекта в государственном водном реестре — 09010200412110000028500.

### Притоки (км от устья)
- 21 км: ручей Савва (лв)
- 35 км: река Шуструй (пр)
- 40 км: река Малый Шуструй (Юнка) (пр)